# Кварацхелия, Виктор Степанович
Виктор Степанович Кварацхелия — советский хозяйственный, государственный и политический деятель.

## Биография
Виктор Кварацхелия родился в 1915 году в селе Напицу. Член КПСС с 1940 года.
С 1934 года — на хозяйственной, общественной и политической работе. В 1934—1975 гг. — секретарь сельсовета, студент ТбГУ, инструктор ЦК ЛКСМ Грузии, участник Великой Отечественной войны, пропагандист, инструктор, секретарь райкома, первый секретарь Потийского горкома КПГ, заместитель заведующего отделом ЦК КП Грузии, первый секретарь Зугдидского райкома КП Грузии, председатель Комитета народного контроля Грузинской ССР (с 3 апреля 1970 по 25 июня 1975). С июня 1975 — на пенсии.
Избирался депутатом Верховного Совета СССР 7-го созыва. Делегат XX съезда КПСС. 
Умер в Тбилиси после 1987 года.